# Jenny Logan
Jenny Logan (1942) è un'attrice ed ex ballerina britannica.

## Biografia
Attiva in campo televisivo, cinematografico e teatrale, Jenny Logan ha ottenuto il suo primo ruolo di rilievo sul piccolo schermo nel 1968, quando ha interpretato Sally Reed nella serie TV Dixon of Dock Green. La Logan è nota soprattutto al pubblico inglese per un celebre spot pubblicitario della Shake n' Vac, in cui l'attrice danzava e cantava; lo spot è stato trasmesso ininterrottamente dal 1980 al 1986. Nel 1979, intanto, aveva ottenuto il suo maggior successo sulle scene interpretando Velma Kelly nella prima britannica del musical Chicago in scena al Cambridge Theatre del West End.
Molto attiva nel panorama teatrale di Londra, la Logan aveva precedentemente recitato nel West End nel musical Premio Pulitzer How to Succeed in Business Without Really Trying (1963), Come Spy With Me (1966) e Irene (1976). Dopo il successo di Chicago, l'attrice ha continuato a recitare a teatro, cantando il ruolo di Cora Hoover Hooper in una versione concertistica di Anyone Can Whistle (1997) e interpretando l'antagonista Miss Hannigan in un revival londinese di Annie nel 1998. Nel 2008 ha interpretato Fraulein Schneider nella tournée britannica del musical Cabaret.

## Filmografia parziale

### Cinema
- La luna arrabbiata (The Raging Moon), regia di Bryan Forbes (1971)

### Televisione
- Dixon of Dock Green - serie TV, 17 episodi (1967-1975)
- Nemici amici - serie TV, 1 episodio (1991)